# 3244 Petronius
3244 Petronius eller 4008 P-L är en asteroid i huvudbältet som upptäcktes den 24 september 1960 av den nederländsk-amerikanske astronomen Tom Gehrels och det nederländska astronomparet Ingrid van Houten-Groeneveld och Cornelis Johannes van Houten vid Palomarobservatoriet. Den är uppkallad efter Petronius.
Asteroiden har en diameter på ungefär 3 kilometer och den tillhör asteroidgruppen Flora.